# Каркамані
Каркамані (Каракамані, Карака Амані, Карка Амані) (д/н — 510 до н. е.) — цар Куша в 519–510 роках до н. е.

## Життєпис
Син царя Аманінатакілебте. Посів трон близько 519 року до н. е. На цей час перський цар Дарій I майже повністю приборкав повстання в Єгипті. Тому уклав з останнім мирну угоду, яка закріплювала кордони між державами станом на 525 рік до н. е. За перськими джерелами Каркамані визнав зверхність Персії, проте це достемено невідомо - напевне мирні та шанобливі відносини зі спрямуванням подарунків Дарію I було трактовано як визнання залежності.
З цього часу активно поновлював торгівлю уздовж Нілу. Помер близько 510 року до н. е. Поховано в гробниці № 7 на території Нурі. Трон спадкував його син Аманіастарбарка.